# Taranis, fils de la Gaule
Taranis, Son of Gaul è una serie a fumetti di ispirazione storica scritta da Víctor Mora e disegnata da Raffaele Carlo Marcello. Dal 1976 al 1982 la serie è stata pubblicata nel periodico per ragazzi Pif Gadget.

## Trama
Taranis, un adolescente gallico, perse i suoi genitori a causa degli invasori romani, ai quali suo fratello si unì e che rapì sua sorella. Taranis è accompagnato da Yambo, un ex gladiatore, per liberarla e aiuta il capo guerriero Vercingetorige, che lo proclama suo erede. Il fumetto riprende il tema della resistenza contro l'oppressione.

## Storia
Carlo Raffaele Marcello e Víctor Mora avevano precedentemente collaborato a un adattamento a fumetti di Amicalement vôtre. Hanno immaginato un eroe il cui nome richiamava la divinità celtica.

## Album
- Taranis, fils de la Gaule,  sceneggiatura di Víctor Mora, disegni di Raffaele Carlo Marcello, Éditions Vaillant, collezione G.P Rouge et Or
  - Taranis, fils de la Gaule, 1980[3] (BNF 34301014)
  - L'Épée de Vercingétorix, 1981[5] (BNF 34723992)